# MIND MGMT
MIND MGMT è una serie a fumetti ideata, scritta e disegnata dall'autore canadese Matt Kindt e pubblicata dalla casa editrice statunitense Dark Horse Comics a partire dal 2012. Si tratta di una storia di spionaggio che coinvolge agenti segreti, cospirazioni e poteri psichici.

## Trama
Meru è una giornalista investigativa che ha scritto in passato un bestseller ma ora è in difficoltà economiche. Decide quindi di indagare sul mistero che circonda il volo di linea 815. Tutti i passeggeri hanno perso la memoria mentre uno (dal nome Henry Lyme) è misteriosamente scomparso. Durante le sue indagini è osservata in segreto da strani personaggi e mentre si trova a Los Angeles per intervistare le persone del volo, viene mandata in Messico dal suo editore. Qui si trova una cittadina dove le persone sembrano lasciarsi morire di fame e pitturano strani vasi. Incontra anche un agente della CIA che l'avverte di essere in pericolo.

## Realizzazione
Matt Kindt è un autore che ha già affrontato temi che riguardano lo spionaggio, il mistero e l'alterazione mentale in opere precedenti quali Super Spy, 2 Sisters e Revolver. Con MIND MGMT realizza una serie regolare di cui è l'autore dei testi e dei disegni e che si propone di superare le sue opere precedenti affrontando e miscelando le tematiche a lui più congeniali. L'idea di partenza nasce dal titolo stesso che significa Mind Management e che gli viene suggerito da un amico. Matt rimane affascinato da quelle parole e comincia a costruirci intorno una storia che viene alimentata per circa un anno prima di arrivare alla materializzazione del progetto. Decide di volerla proporre non come graphic novel ma come serie regolare mensile suddivisa in albi di 24 pagine l'uno. Inizialmente visualizza la storia come una serie di più di 50 albi che però poi decide di ridurre a 36 a cui si deve però aggiungere un numero 0 che contiene tre storie uscite online per creare attesa e buzz intorno all'imminente uscita della serie regolare. La casa editrice è la Dark Horse Comics in quanto gli ha garantito libertà creativa e uno stipendio mensile che gli permette sicurezza economica. Si tratta dello stesso editore che ha saputo dare fiducia ad autori come Mike Mignola con Hellboy e Powell con The Goon, creatori di opere al di fuori del genere mainstream dei comic-book statunitensi (incentrato sui fumetti supereroistici).